# Lägnorna (Kökar, Åland)
Lägnorna är skär i Åland (Finland). De ligger i Ålands hav eller Norra Östersjön och i kommunen Kökar i landskapet Åland, i den sydvästra delen av landet. Öarna ligger omkring 59 kilometer sydöst om Mariehamn och omkring 240 kilometer väster om Helsingfors.
Arean för den av öarna koordinaterna pekar på är 0,4 hektar och dess största längd är 120 meter i öst-västlig riktning. Trakten är glest befolkad. Det finns inga samhällen i närheten.